# زهراكارنساردلة (مقاطعة دورة)
زهراكارنساردلة (بالفارسية: زهراکارنساردله) هي قرية تقع في Shurab Rural District في إيران. يقدر عدد سكانها بـ 49 نسمة بحسب إحصاء 2016.